# 熊本フェイス学院高等学校
熊本フェイス学院高等学校（くまもとフェイスがくいん こうとうがっこう、英称：Kumamoto Faith High School）とは、かつて熊本県熊本市南高江七丁目にあった私立高等学校。
熊本の中でも歴史のある学校で、1887年（明治20年）に創立された。全日制課程と通信制課程からなり、全日制は女子のみが入学でき、普通科・コンピュータ事務科・医療福祉科が置かれていた。通信制は、eラーニングによる学習を取り入れていた。
2009年、それまでの設置者であった学校法人順心学園が学校法人開新学園に吸収合併され、2011年3月には、同法人の運営する開新高等学校と合併して廃止された（詳細項を参照）。

## 設置学科
- 全日制（女子のみ）
  - 普通科
  - コンピュータ事務科
  - 医療福祉科
- 通信制（共学）
  - 普通科

## 沿革
- 1887年（明治20年）5月 - 徳富久子らの提唱により熊本市立建町（現南千反畑）に創設。 熊本女学会と称す。
- 1888年（明治21年）9月 - 熊本英学校（海老名弾正校長）附属女学校となる。
- 1889年（明治22年）11月 - 独立して熊本女学校となる。
- 1897年（明治30年）1月 - 竹崎順子校長就任。
- 1905年（明治38年）3月 - 福田令寿校長就任
- 1921年（大正10年）3月 - 5年制高等女学校の認可を受け大江高等女学校となる。
- 1923年（大正12年）3月 - 校母の令孫竹崎八十雄校長に就任。 制服を洋服とする（県下で最初）。
- 1945年（昭和20年）7月 - 空襲により校舎全焼、田迎町に移転。
- 1947年（昭和22年）10月 - 第2回国民体育大会において卓球優勝。
- 1948年（昭和23年）4月 - 新学制により大江女子高等学校となる。
- 1952年（昭和27年）3月 - 熊本市南高江の現在地に移る。
- 1953年（昭和28年）4月 - 学校法人大江高等学校の認可を受け商業科を併設。
- 1954年（昭和29年）4月 - 寺沢愛之校長就任。
- 1958年（昭和33年）11月 - 全国高等学校珠算競技大会において優勝。
- 1970年（昭和45年）4月 - 定時制高校（4年制）併設。
- 1977年（昭和52年）5月 - 創立90周年を迎える。
- 1981年（昭和56年）2月 - 4階建新校舎落成（2号館）。
- 1986年（昭和61年）4月 - コンピュータ事務科併設。
- 1987年（昭和62年）3月 - 新校舎落成（3号館）。
- 1987年（昭和62年）5月 - 創立100周年を迎える。
- 1988年（昭和63年）3月 - キリスト教学校教育同盟に加盟。
- 1988年（昭和63年）4月 - 体育館新築、校舎増築。
- 1988年（昭和63年）5月 - 法人名を順心学園 校名をフェイス女学院高等学校に改める、制服を改める。
- 1991年（平成3年）4月 - 韓国ソウル特別市東丘女子商業高等学校と姉妹校となる。
- 1993年（平成5年）7月 - 定時制を新1年生から3年制に改める。
- 1994年（平成6年）3月 - 全館冷暖房設置。
- 1995年（平成7年）3月 - 運動場夜間照明灯設置（4基）。
- 1996年（平成8年）3月 - 全天候型トラック整備。
- 1997年（平成9年）5月 - 創立110周年を迎える。
- 1998年（平成10年）4月 - 医療福祉科新設。
- 1999年（平成11年）2月 - 医療福祉科棟新築。
- 2005年（平成17年）4月 - 男女共学の単位制・通信制課程併設のため校名を「熊本フェイス学院高等学校」に変更。2学期制に変更。
- 2007年（平成19年）5月 - 創立120周年記念式典が行われる。
- 2009年（平成21年）4月 - 学校法人順心学園が、学校法人開新学園に合併される。
- 2011年（平成23年）3月 - 廃校となる。

## 交通
- JR川尻駅徒歩7分
  - 学校の正面には熊本市立城南中学校がある。

## 開新高校との合併
熊本フェイス学院高校は、入学者数の減少等を受けて、開新高等学校と2011年春に合併することを目指し、2009年度からの生徒募集停止する計画を発表。しかし、この計画は、発表直前まで生徒や保護者、PTAなどに知らされていなかった為、計画中止を訴える声が多数ある。
2008年8月23日、開新高等学校を運営する学校法人開新学園との合併調印式を実施。2009年4月1日付けで学校法人開新学園と学校法人順心学園は合併し、新たに学校法人開新学園となった。熊本フェイス学院高校も当初の計画通り、2011年3月31日をもって閉校し、開新高等学校に統合された。

## 著名な出身者
- 高群逸枝（詩人・民俗学者）
- 平山訓（熊本初の女性新聞記者、歌人）：熊本女学校、1900年3月卒業